# STS Skarżysko-Kamienna
STS Skarżysko-Kamienna – polski klub siatkarski ze Skarżyska-Kamiennej występujący w III lidze.